# Rhaphiderus spiniger
Rhaphiderus spiniger is een insect uit de orde Phasmatodea en de familie Phasmatidae. De wetenschappelijke naam van deze soort is voor het eerst geldig gepubliceerd in 1862 door Lucas.